# براندون وارد
براندون وارد (بالإنجليزية: Brandon Ward)‏ (11 ديسمبر 1972 بويستيرفيل في الولايات المتحدة - ) هو لاعب كرة قدم أمريكي في مركز الوسط. لعب مع كولومبوس كرو وSt. Louis Ambush (1992–2000) ‏ وChicago Sockers ‏.

## وصلات خارجية
- براندون وارد على موقع الدوري الأمريكي (الإنجليزية)
- براندون وارد على موقع قاعدة بيانات كرة القدم.إي يو (الإنجليزية)